# Домаркайте, Лайма
Лайма Домаркайте (лит. Laima Domarkaitė, род. 1 апреля 1970, Плунге) — советская и литовская шахматистка, мастер спорта СССР (1988), мастер ФИДЕ среди женщин (1998), международный арбитр (2015).

## Биография
Воспитанница тренера В. В. Андрюшайтиса.
Чемпионка Литовской ССР 1987 и 1989 гг. (в 1987 г. заняла 8-е место, но все участницы, занявшие более высокие места, выступали вне конкурса). Чемпионка Литвы 1995 г. Серебряный призёр чемпионатов Литвы 2014 и 2017 гг. (в 2014 г. разделила 1—2 места, уступила по дополнительным показателям). Бронзовый призёр чемпионатов Литвы 1990, 2000 и 2016 гг. (в 1990 г. разделила 2—3 места, уступила по дополнительным показателям; в 2000 г. разделила 3—5 места, в 2016 г. — 3—4 места, оба раза была лучшей по дополнительным показателям).
Победительница чемпионата СССР среди девушек до 16 лет (1985 г.). Победительница чемпионата СССР среди девушек до 18 лет (1988 г.).
Победительница юношеского чемпионата Литовской ССР 1981 г.
В составе сборной Литвы участница шахматных олимпиад 2000, 2014 и 2016 гг., всемирных интеллектуальных игр 2008 г. (командные турниры по блицу и рапиду).
В составе клуба "MLKS Hańcza Suwałki" бронзовый призёр командного чемпионата Польши 1992 г.
В составе клуба "Širvinta Vilkaviškis" участница Кубков европейских клубов среди женщин 1998 и 1999 гг. В составе клуба "VŠK Bokštas Plungė" победительница командного чемпионата Литвы 1997 г., бронзовый призёр командных чемпионатов Литвы 1998 и 2015 гг., участница Кубка европейских клубов среди женщин 1996  2007 гг.
В период с 1989 по 2010 гг. занимала административные должности в Литовской шахматной федерации. В 2008 г. была делегатом от Литвы на конгрессе ФИДЕ в Дрездене.

## Основные спортивные результаты
| Год  | Город       | Соревнование                                                                         | +   | −   | =   | Результат     | Место             |
| ---- | ----------- | ------------------------------------------------------------------------------------ | --- | --- | --- | ------------- | ----------------- |
| 1983 | Вильнюс     | Чемпионат Литовской ССР                                                              |     |     |     | 7½ из 13      | 4—5               |
| 1985 | Сочи        | Юношеский чемпионат СССР (до 16 лет)                                                 |     |     |     |               | 1                 |
| 1987 | Шяуляй      | Чемпионат Литовской ССР                                                              |     |     |     | 6½ из 13      | 8 (1)             |
| 1988 | Прилуки     | Юношеский чемпионат СССР (до 18 лет)                                                 |     |     |     |               | 1                 |
| 1989 | Шяуляй      | Чемпионат Литовской ССР                                                              |     |     |     | 8 из 11       | 1                 |
| 1990 | Шяуляй      | Чемпионат Литвы                                                                      |     |     |     | 6 из 9        | 2—3               |
| 1991 | Миколайки   | Командный чемпионат Польши ("MLKS Hańcza Suwałki", женская доска)                    |     |     |     |               | Команда — 3-я     |
| 1993 | Вилкавишкис | Чемпионат Литвы                                                                      | 4   | 4   | 1   | 4½ из 9       | 4—5               |
| 1994 | Вилкавишкис | Чемпионат Литвы                                                                      | 7   | 4   | 2   | 8 из 13       | 4—6               |
| 1995 | Паневежис   | Чемпионат Литвы                                                                      | 7   | 0   | 2   | 8 из 9        | 1                 |
| 1996 | Мариямполе  | Чемпионат Литвы                                                                      | 4   | 7   | 0   | 4 из 11       | 10—11             |
| 1997 | Шяуляй      | Чемпионат Литвы                                                                      |     |     |     | 5 из 9        | 7—10              |
|      | Вилкавишкис | Женский командный чемпионат Литвы ("VŠK Bokštas Plungė", 1-я доска)                  |     |     |     |               | Команда — чемпион |
| 1998 | Вильнюс     | Чемпионат Литвы                                                                      |     |     |     | 5½ из 9       | 4                 |
|      | Плунге      | Женский командный чемпионат Литвы ("VŠK Bokštas Plungė", 1-я доска)                  |     |     |     |               | Команда — 3-я     |
| 1999 | Вильнюс     | Чемпионат Литвы                                                                      |     |     |     | 5½ из 9       | 6—7               |
| 2000 | Вильнюс     | Чемпионат Литвы                                                                      |     |     |     | 6 из 9        | 3—5               |
|      | Стамбул     | XIX Олимпиада (сборная Литвы, 3-я доска)                                             | 3   | 4   | 5   | 5½ из 12      |                   |
| 2002 | Неменчине   | Чемпионат Литвы                                                                      | 4   | 1   | 4   | 6 из 9        | 4—6               |
| 2008 | Пекин       | Всемирные интеллектуальные игры командный турнир по рапиду командный турнир по блицу | 4 5 | 1 4 | 4 0 | 6 из 9 5 из 9 |                   |
| 2014 | Вильнюс     | Чемпионат Литвы                                                                      | 5   | 1   | 1   | 5½ из 7       | 1—2               |
|      | Тромсё      | XXVI Олимпиада (сборная Литвы, 3-я доска)                                            | 1   | 3   | 2   | 2 из 6        |                   |
| 2015 | Вильнюс     | Чемпионат Литвы                                                                      | 4   | 3   | 1   | 4½ из 8       | 8—9               |
|      |             | Женская командная лига ("VŠK Bokštas Plungė", ?-я доска)                             |     |     |     |               | Команда — 3-я     |
| 2016 | Вильнюс     | Чемпионат Литвы                                                                      | 4   | 1   | 2   | 5 из 7        | 3—4               |
|      | Баку        | XXVII Олимпиада (сборная Литвы, запасная)                                            | 3   | 2   | 3   | 4½ из 8       |                   |
| 2017 | Вильнюс     | Чемпионат Литвы                                                                      | 6   | 1   | 0   | 6 из 7        | 2                 |

## Изменения рейтинга
| Графики недоступны из-за технических проблем. См. информацию на Фабрикаторе и на mediawiki.org. |